# Даудери
«Да́удери» — музей исторических и культурных раритетов этнического латыша из Германии — мецената Гайдиса Граудиньша, подарившего городу свою коллекцию предметов искусства, связанных с историей Латвии. Открыт в 1990 году, находится в Риге, в районе Саркандаугава.

## История
Здание музея построено в 1898 году гражданским инженером Фридрихом Зейберлихом. Заказчиком строительства семейного особняка был доктор А. фон Бингнер, владелец пивоваренного завода «Вальдшлёссхен» (современное название — «Алдарис»). Назван в честь Иоганна Даудера, основателя пивоварни.
Особняк, по желанию собственника, выстроен в эклектичной манере, в нём присутствуют, подчёркнутые архитектором, формы французского и голландского неоренессанса. Комнаты и помещения тщательно отделаны с использованием древесины ценных пород. В прилегающем парке, спланированном ландшафтным архитектором Георгом Фридрихом Куфальдтом, по моде того времени, обустроены искусственные развалины, сохранившиеся до наших дней.
После переворота 15 мая 1934 года, Карлис Улманис делает «Даудери» своей официальной летней резиденцией.
Во время Советской Латвии в здании функционировал детский сад.
В годы перестройки особняк был отреставрирован; в это же время здесь проходили съёмки отдельных сцен художественного фильма «Узник замка Иф». В 1990 году открыт как музей. С января 2010 года присоединён к Национальному музею истории Латвии и стал его отделом. В музейном фонде хранится более 6500 экспонатов.
Музей расположен по адресу: Рига, LV-1005, улица Загеру, 7. Телефоны: 67-39-22-29, 67-39-17-80.